# Kenda-Gear Grinder/Saison 2010
Dieser Artikel listet Erfolge und Mannschaft des Radsportteams Kenda-Gear Grinder in der Saison 2010 auf.

## Abgänge – Zugänge
| Zugänge          | Team 2009                                | Abgänge                | Team 2010     |
| ---------------- | ---------------------------------------- | ---------------------- | ------------- |
| Luca Damiani     | Colavita/Sutter Home-Cooking Light       | Bennet Van der Genugte | Adageo Energy |
| Phil Gaimon      | Jelly Belly                              | Jamie Gandara          | Unbekannt     |
| Jonathan Sundt   | Kelly Benefit Strategies                 | Rich Harper            | Unbekannt     |
| Chad Hartley     | Jittery Joe’s (2008)                     | Remi McManus           | Unbekannt     |
| Nick Waite       | Kelly Benefit Strategies-Medifast (2008) | Ben Renkema            | Unbekannt     |
| Stefano Barberi  | Toyota-United (2007)                     | Justin Spinelli        | Unbekannt     |
| Marco Aledia     | LeMond Fitness-Cra-Z Soap (2003)         | Tyler Stanfield        | Unbekannt     |
| Robert Bush      | Neoprofi                                 | Russell Stevenson      | Unbekannt     |
| Nicholas Keough  | Neoprofi                                 | Tim Swain              | Unbekannt     |
| Chris Monteleone | Neoprofi                                 | Matt Winstead          | Unbekannt     |
| James Stemper    | Neoprofi                                 |                        |               |
| Robert White     | Neoprofi                                 |                        |               |

## Mannschaft
| Name               | Geburtstag        | Nationalität       |
| ------------------ | ----------------- | ------------------ |
| Marco Aledia       | 30. März 1975     | Vereinigte Staaten |
| Stefano Barberi    | 27. März 1984     | Brasilien          |
| Chad Burdzilauskas | 9. Juni 1978      | Vereinigte Staaten |
| Robert Bush        | 13. März 1990     | Vereinigte Staaten |
| Luca Damiani       | 8. November 1984  | Italien            |
| Phil Gaimon        | 28. Januar 1986   | Vereinigte Staaten |
| Chad Hartley       | 20. Juni 1981     | Vereinigte Staaten |
| Nicholas Keough    | 1. Juni 1989      | Vereinigte Staaten |
| Chris Monteleone   | 5. März 1988      | Vereinigte Staaten |
| Jonathan Parrish   | 19. Oktober 1984  | Vereinigte Staaten |
| Jake Rytlewski     | 7. Dezember 1982  | Vereinigte Staaten |
| James Stemper      | 21. August 1985   | Vereinigte Staaten |
| Jonathan Sundt     | 20. März 1974     | Vereinigte Staaten |
| Nick Waite         | 22. Dezember 1983 | Vereinigte Staaten |
| Scottie Weiss      | 8. September 1971 | Vereinigte Staaten |
| Robert White       | 10. März 1977     | Vereinigte Staaten |